# JPIX
株式会社JPIX（英: Japan Internet Xing Co., Ltd, 旧 日本インターネットエクスチェンジ株式会社)は日本最初の商用インターネットエクスチェンジ会社。KDDIの連結子会社である。

## 概要
1997年7月10日にKDD（現KDDI）、インターネット総合研究所、シスコシステムズ、富士通など16社の協力で設立された。本社は東京都千代田区大手町一丁目にある。
接続拠点は東京都内は本社のある大手町の他にもう1ヶ所、大手町（第二大手町）にあるほか、お台場（ベイエリア）、日本橋、豊洲、渋谷の6ヶ所あったが、お台場、渋谷は諸般の事情により閉鎖された。東京都以外は名古屋と大阪（NTTテレパーク堂島）に各1ヶ所あるが、JPIX名古屋はKMN株式会社が運営している。
IX接続インターフェースはギガビット・イーサネット、10ギガビット・イーサネット、100ギガビット・イーサネットの3種類がある。
2023年1月に日本ネットワークイネイブラーに吸収合併され、商号を変更し株式会社JPIXとなった。

## 加入者一覧
JPIXには以下のユーザが加入している（2007年10月現在・公表分のみ）
- アイテック阪急阪神
- Academia Sinica
- アカマイ・テクノロジーズ
- 朝日ネット
- アジアネットコム
- アット東京
- アットネットホーム
- AboveNet
- アルファ総合研究所
- イー・アクセス
- イージェーワークス
- イッツ・コミュニケーションズ
- 伊藤忠テクノソリューションズ
- インテック
- ヴェクタント
- A.DNS.JP（日本レジストリサービス）
- AT&Tジャパン
- STNet
- NECビッグローブ
- エヌ・ティ・ティエムイー
- NTTデータ
- エヌ・ティ・ティドコモ
- NTTPCコミュニケーションズ
- エネルギア・コミュニケーションズ
- MKIネットワーク・ソリューションズ
- 大垣ケーブルテレビ
- 沖電気工業
- 笠岡放送
- 関西マルチメディアサービス
- キヤノンネットワークコミュニケーションズ
- 九州通信ネットワーク
- 近鉄ケーブルネットワーク
- グッドコミュニケーションズ
- 倉敷ケーブルテレビ
- グリーンシティケーブルテレビ
- Google Japan
- ケイエムエヌ
- ケイ・オプティコム
- KDDI
- KDDI（旧パワードコム）
- KVH
- ケーブルネット鈴鹿
- 国立情報学研究所
- 佐賀新聞社
- さくらインターネット
- 三洋ITソリューションズ
- CRCソリューションズ
- CSKシステムズ
- GMOインターネット
- CTBメディア
- シーテック
- JWAY
- Jストリーム
- ジャパンケーブルネット
- シンガポールテレコム・ジャパン
- スクウェア・エニックス
- ZTV
- ソネットエンタテインメント
- ソフトバンクIDC
- ソフトバンクテレコム（旧日本テレコム）
- ソフトバンクテレコム（旧JENS）
- 知多半島ケーブルネットワーク
- 中部
- 中部テレコミュニケーション
- Chunghwa Telecom
- ティー・システムズジャパン
- データコア
- Digital United
- Telekom Malaysia
- 東海デジタルネットワークセンター
- 東北インテリジェント通信
- トヨタシステムズ
- 豊橋ケーブルネットワーク
- ドリーム・トレイン・インターネット
- 長崎ケーブルメディア
- 日本経済新聞社
- 日本情報通信
- 日本デジタル配信
- 日本特許情報機構
- 日本ネットワークインフォメーションセンター
- ネスク
- ネットアイアールディー
- パイホー
- Biznet Indonesia
- 日立製作所
- ビック東海
- 富士ソフト
- 富士通
- フジミック
- フラッグテレコム
- プロデュース・オン・デマンド
- ブロードバンドセキュリティ
- ブロードバンドタワー
- ベッコアメ・インターネット
- ベライゾン・ユーユーネットジャパン
- ほくでん情報テクノロジー
- 北陸通信ネットワーク
- 北海道総合通信網
- マイクロソフト
- 松阪ケーブルテレビ・ステーション
- ミクスネットワーク
- 三菱電機情報ネットワーク
- ミライコミュニケーションネットワーク
- メディアエクスチェンジ
- UCOM
- USEN
- ユニアデックス
- YOZAN
- ライブドア
- Limelight Networks
- リーチ

## 豆知識
JPIXは、リアルタイムでのトラフィックグラフを公開している（外部リンク参照）。これは上流ネットワークの動向をつかむのに便利である。